# Le Marais-la-Chapelle
Le Marais-la-Chapelle är en kommun i departementet Calvados i regionen Normandie i norra Frankrike. Kommunen ligger i kantonen Morteaux-Coulibœuf som ligger i arrondissementet Caen. År 2022 hade Le Marais-la-Chapelle 95 invånare.

## Befolkningsutveckling
Antalet invånare i kommunen Le Marais-la-Chapelle
Referens: INSEE